# Metaconulus
Metaconulus is een geslacht van uitgestorven weekdieren uit de klasse van de Gastropoda (slakken). Exemplaren van dit geslacht zijn slechts als fossiel bekend.

## Soorten
- Metaconulus brasili (Cossmann, 1902) †
- Metaconulus buchozi LeRenard, 1994 †
- Metaconulus mauliaensis Belliard & Gain, 2015 †